# Mucuna pruriens
Mucuna pruriens — тропічна бобова рослина, що походить з Африки та тропічної Азії, широко натуралізована та культивована. Народні назви англомовних народів: мавпячий тамаринд, оксамитовий боб, бенгальський оксамитовий боб, оксамитовий боб Флориди, оксамитовий боб Маврикія, оксамитовий боб Йокогами, кавейдж, ковіч, лакуна боб і ліонський боб.
Рослина сумно відома сильним свербінням, яке виникає при контакті з нею, особливо з молодим листям і насіннєвими коробочками.
Рослина має сільськогосподарську та декоративну цінність.

## опис
Mucuna pruriens — це однорічний кущ, що в'ється, з довгими пагонами, які можуть досягати понад 15 метрів у довжину. Коли рослина молода, вона майже повністю вкрита пухнастими волосками, але в старшому віці волоски майже непомітні. Листки трійчасті, яйцеподібні, оберненояйцеподібні, ромбоподібні або широкояйцеподібні. Сторони листкових пластинок часто сильно рифлені, а кінчики загострені. У молодих екземплярів обидві сторони листя опушені.
Суцвіття мають форму  волотей. Вони 15—32 сантиметри (6—13 дюйм) довгі і мають дві, три або багато квіток, які можуть бути білими, лавандовими або фіолетовими.  Коронка пурпурова або біла.
Плід — біб, довжиною 4-13 см. По всій довжині є виступ, а лушпиння вкрите пухкими помаранчевими волосками, які викликають сильний свербіж при контакті зі шкірою. Стручки містять до семи блискучих чорних або коричневих насінин. Суха вага насіння становить 55—85 грамів (2—3 унції) на 100 насінин.

### Хімічний склад
Насіння рослини містить близько 3,1-6,1% L-DOPA. М. pruriens var. pruriens має найвищий вміст L-DOPA.

## Таксономія

### Підвид
- Mucuna pruriens ssp. deeringiana (Bort) Hanelt
- Mucuna pruriens ssp. pruriens [5]

### різновиди
- Mucuna pruriens var. hirsuta (Wight & Arn. ) Вілмот-Дір
- Mucuna pruriens var. pruriens (L.) DC. [9]
- Mucuna pruriens var. червонолистий [2]
- Mucuna pruriens var. utilis (Wall. ex Wight) LHBailey — сорт, що не жале, вирощується в Гондурасі.[10]

## Використання
У багатьох частинах світу M. pruriens використовується як важлива кормова культура, культура під пар і зелене добриво. Оскільки рослина відноситься до бобових, вона фіксує азот і удобрює ґрунт. В Індонезії, особливо на Яві, боби їдять, вони широко відомі як «Бенгук».
M. pruriens — широко поширена в тропіках кормова рослина. Для цього всю рослину згодовують тваринам як силос, сушене сіно або сушене насіння.  Силос М. pruriens містить 11-23% сирого протеїну, 35-40% сирої клітковини, а сушені боби 20-35% сирого протеїну. Він також використовується в країнах Беніну та В'єтнаму як біологічний засіб боротьби з проблемною травою Imperata cylindrica.